# Ermoceras
Ermoceras es un género de amonites de la familia Thomboceratidae del Jurásico Medio (Bajociense) que se encuentra en depósitos de Arabia central, Sinaí y Argelia. Tenía fuertes costillas primarias y secundarias y una sola fila de tubérculos laterales; descrito como teniendo un surco ventral profundo.
Telermoceras, con verticilos bajos y deprimidos, y Kosmermoceras con verticilos altos y comprimidos se consideran subgéneros de Ermoceras. Ambos son de la misma época y región. Telermoceras tiene costillas secundarias toscas y un ombligo profundo rodeado de grandes tubérculos o espinas. Kosmermoceras tiene nervaduras finas afiladas a gruesas y un venter plano.
Ermoceras s.l. se deriva de Arkelloceras. Westermann (1965) colocó provisionalmente a Ermoceras en Thamboceratidae, basándose en la morfología sutural, eliminándola de Stephanoceratidae donde había sido incluida previamente.